# Carolien van den Berg
Caroline Hedwig (Carolien) van den Berg (Amsterdam, 10 maart 1953) is een Nederlands actrice.

## Loopbaan
Van den Berg kreeg bekendheid met de serie De Freules die tussen 1990 en 1991 werd uitgezonden door Villa Achterwerk. Ook speelde ze in de speelfilm Vroeger kon je lachen van Bert Haanstra waar ze in 1983 een Gouden Kalf voor beste actrice voor kreeg.
Samen met actrice Karen van Holst Pellekaan, met wie ze onder andere in De Freules en een aflevering in Loenatik speelde, maakte ze de 14-delige serie Hubertien en Willemien, waarvan het eerste seizoen in 1997 en het tweede in 1999 door Villa Achterwerk werd uitgezonden.
Van den Berg is tevens beeldend kunstenaar, tussen 2005 en 2012 exposeerde zij door het hele land met gouaches en pentekeningen. Vanaf 2011 ontwikkelde zij meerdere televisieformats voor dramaproducent Messercola.
In 2016 produceerde, schreef en speelde zij een solo-voorstelling 'Wie de f*** is oom Jo?' in de regie van Matin van Veldhuizen.

## Persoonlijk leven
Van 1993 tot en met 2009 was zij getrouwd met Marc Klein Essink, met wie zij twee kinderen heeft.

## Filmografie
- 1983 - Vroeger kon je lachen (Gouden Kalf)
- 1983 - Zeg 'ns Aaa (tv-serie) - Sjaan
- 1983 - De Familie Knots (tv-serie) - Aaf Klaver
- 1984 - Willem van Oranje (tv-serie) - Barbara
- 1984 - Ciske de Rat - Tante Chris
- 1987 - Moordspel (quiz) - Jackie Meerman
- 1987 - Havinck - Maud
- 1988 - Medisch Centrum West (tv-serie) - Ria Bijlsma
- 1990 - De Freules (tv-serie) - Thérèse
- 1991 - De Dageraad (tv-serie) - Trudy van Traa
- 1992 - Recht voor z'n Raab - Irene
- 1994 - Alle kinderen de deur uit - Santje
- 1995 - Vrouwenvleugel (tv-serie) - Mevrouw Bunders
- 1995 t/m 1998 - Jansen, Jansen (tv-serie) - Lidewij
- 1997 t/m 1999 - Hubertien en Willemien (tv-serie)
- 1998 - Loenatik (tv-serie) - Moeder
- 1999 - Retour Den Haag (tv-film) - Odette
- 2001 - Het Zonnetje in Huis (tv-serie) - Mireille
- 2003 - Wet en Waan - Cora
- 2005 - Toen was geluk heel gewoon (tv-serie) - Neelie Smit-Kroes
- 2005 - Een gelukkige hand
- 2013 - Het imperium (miniserie) - Louise Vreeman
- 2014 - Flikken Maastricht (tv-serie) - Margriet Heystek
- 2015 - Dagboek van een callgirl (tv-serie) - Boetiekmedewerkster
- 2016 - Dokter Deen (tv-serie) - Galeriehoudster
- 2017 - Celblok H (tv-serie) - Sonja Stevens
- 2018 - De Spa (tv-serie) - Josefien Klaassen
- 2022 - Casa Coco - Magda

## Theater
- 1978 - De vergroeiing
- 1979 - Multiple Choice
- 1982 - De dader heeft het gedaan (Annie M.G. Schmidt)
- 1987 - Rita en Frank
- 1992 - Kinderen van de zon
- 1993 - Madame de Sade
- 1993 - Scrooge!
- 1996 - Kerst volgens...
- 1997 - Koppen dicht!
- 2003 - Eten met vrienden
- 2008 - Uitgedokterd
- 2016 - Wie de f*** is oom Jo?